# Brzezina Polska
Brzezina Polska (niem. Klein Briesen) – nieistniejąca już wieś w Polsce na terenie współczesnego województwa opolskiego (powiat nyski, gmina Nysa).
Wieś notowana w księdze łacińskiej Liber fundationis episcopatus Vratislaviensis (pol. Księga uposażeń biskupstwa wrocławskiego) spisanej za czasów biskupa Henryka z Wierzbna w latach 1295–1305 jako Brzesina polonicali.
Dawniej gmina jednostkowa. Od 1945 w Polsce, gdzie ustanowiła gromadę w gminie Siestrzechowice w powiecie nyskim, od 1950 w województwie opolskim. W związku z reformą administracyjną kraju jesienią 1954 Brzezina Polska weszła w skład nowo utworzonej gromady Siestrzechowice, a od 31 grudnia 1961 gromady Koperniki.
Została wysiedlona i zatopiona w 1971 roku ze względu na budowę Jeziora Nyskiego (zaporowy zbiornik retencyjny na Nysie Kłodzkiej oddany do eksploatacji w 1972 roku). Przy niskim stanie wody można się tu dostać suchą nogą.